# Estreito
Estreito ist ein Ort und eine ehemalige Gemeinde (Freguesia) im portugiesischen Kreis Oleiros. Die Gemeinde hatte 898 Einwohner (Stand 30. Juni 2011).
Am 29. September 2013 wurden die Gemeinden Estreito und Vilar Barroco zur neuen Gemeinde Estreito — Vilar Barroco zusammengeschlossen. Estreito ist Sitz dieser neu gebildeten Gemeinde.